# Nikolái Golovánov
Nikolái Semiónovich Golovánov (en ruso, Николай Семёнович Голованов; (o.s 9) Moscú 21 de enero de 1891 – Moscú 28 de agosto de 1953) fue un compositor y director de orquesta soviético.
Dirigió los estrenos de, entre otras obras, la sexta sinfonía de Nikolái Miaskovski (mayo de 1924), y grabó óperas y obras de concierto de Glazunov, Músorgski y Liszt entre otros.
Golovánov desempeñó algunos de los cargos musicales más destacados de la URSS, incluyendo la Ópera Bolshói. En su autobiografía, Galina Vishnévskaya lo considera el director principal del teatro, y habla de su despedida del Bolshoi y su muerte (que ella atribuye a la humillación de la experiencia de perder su cargo).
Se ha señalado que el despido de Golovánov fue el resultado del descontento de Stalin ante el intento de Golovánov de usar al cantante judío Mark Reizen en el rol titular del zar Borís Godunov en su grabación de la ópera homónima de Modest Músorgski. Golovánov llegó a grabar la ópera con Reizen como Borís, pero más tarde rehízo el papel de Reizen con otro Borís, Aleksandr Pirogov.
La producción grabada de Golovánov fue sustancial y bastante personal en su enfoque interpretativo. En su discografía están todos los poemas sinfónicos de Liszt, la integral de las sinfonías de Skriabin y su Concierto para piano, las sinfonías Primera y Sexta de Chaikovski, así como obras más breves, la Primera Sinfonía de Beethoven, su concierto para violín y el Triple concierto, Scheherazada de Rimski-Kórsakov y sus óperas Sadkó y Nochebuena, Borís Godunov y Cuadros de una exposición de Músorgski, la Segunda y Tercera Sinfonías de Rajmáninov, más la ópera Aleko y otras composiciones, de Glazunov grabó la Quinta, la Sexta y Séptima sinfonías, y partituras de Grieg, Mozart y otros. Golovanov era un director vehemente, con gran sentido de la sonoridad y extremada flexibilidad en cuanto al tempo, el fraseo y la dinámica.
Golovánov fue también un compositor; entre sus obras está la ópera Princesa Yurata, sinfonías, dos poemas sinfónicos, suites orquestales, oberturas sobre temas rusos, más de 200 romanzas, arreglos de canciones folclóricas y una serie de obras religiosas corales.
Fue pianista acompañante en los primeros años de su carrera.
Estuvo casado con la soprano Antonina Nezhdanova.